# Gisela Müller-Fohrbrodt
Gisela Müller-Fohrbrodt (* 1940) ist eine deutsche Erziehungswissenschaftlerin.

## Leben
Sie erwarb die akademischen Grade Dipl.-Psych. (1965 Berlin) und den Dr. rer. soc. (1972 Konstanz). Sie studierte Psychologie an den Universitäten Heidelberg, Münster und Berlin. Seit 1966 war sie Wissenschaftliche Angestellte und stellvertretende Projektleiterin am Zentrum I Bildungsforschung an der Universität Konstanz. Sie lehrte als Professorin für die Erziehungswissenschaften in Lehramtsstudiengängen (seit 1978 an der Universität Trier). Die Emeritierung erfolgte 2005.

## Schriften (Auswahl)
- mit Bernhard Cloetta und Hanns-Dietrich Dann: Der Praxisschock bei jungen Lehrern. Formen, Ursachen, Folgerungen. Eine zusammenfassende Bewertung theoretischer und empirischer Erkenntnisse. Stuttgart 1978, ISBN 3-12-921911-0.
- Konflikte konstruktiv bearbeiten lernen. Zielsetzungen und Methodenvorschläge. Opladen 1999, ISBN 3-8100-2136-9.

| Personendaten    | Personendaten                        |
| ---------------- | ------------------------------------ |
| NAME             | Müller-Fohrbrodt, Gisela             |
| KURZBESCHREIBUNG | deutsche Erziehungswissenschaftlerin |
| GEBURTSDATUM     | 1940                                 |